# Squash-Mannschaftsweltmeisterschaft 1973
Die 4. Mannschafts-Weltmeisterschaft der Herren (englisch 1973 Men's World Team Squash Championships) fand im Jahr 1973 in Johannesburg, Südafrika statt. Insgesamt nahmen fünf Mannschaften teil, zwei weniger als bei der vormaligen Austragung.
Titelverteidiger Australien setzte seine Siegesserie erfolgreich fort. Wie in den Jahren 1967, 1969 und 1971 blieben die Australier ungeschlagen. Die Mannschaft bestand aus Mike Donnelly, Dave Wright, Lionel Robberds und Cam Nancarrow. Vizeweltmeister wurde zum wiederholten Male die britische Mannschaft. Dritter wurde Gastgeber Südafrika, vor Neuseeland und den Vereinigten Staaten, die erstmals bei einer Weltmeisterschaft teilnahmen.

## Modus
Die teilnehmenden Mannschaften traten in einer gemeinsamen Gruppe an. Innerhalb der Gruppe wurde im Round Robin-Modus gespielt, die bestplatzierte Mannschaft erhielt den Titel des Weltmeisters.
Alle Mannschaften bestanden aus mindestens drei und höchstens vier Spielern, die in der Reihenfolge ihrer Spielstärke gemeldet werden mussten. Pro Begegnung wurden drei Einzelpartien bestritten. Eine Mannschaft hatte gewonnen, wenn ihre Spieler zwei der Einzelpartien gewinnen konnten. Die Spielreihenfolge der einzelnen Partien war unabhängig von der Meldereihenfolge der Spieler.

## Ergebnisse
| Rang | Land                   | Sp. | S | N | Sp.-Diff. | Punkte |
| ---- | ---------------------- | --- | - | - | --------- | ------ |
| 1    | Australien             | 4   | 4 | 0 | 10:2      | 8      |
| 2    | Vereinigtes Königreich | 4   | 3 | 1 | 8:4       | 6      |
| 3    | Südafrika              | 4   | 2 | 2 | 8:4       | 4      |
| 4    | Neuseeland             | 4   | 1 | 3 | 4:8       | 2      |
| 5    | Vereinigte Staaten     | 4   | 0 | 4 | 0:12      | 0      |

| Australien             | – | Vereinigte Staaten     | 3:0 |
| Australien             | – | Neuseeland             | 3:0 |
| Australien             | – | Vereinigtes Königreich | 2:1 |
| Australien             | – | Südafrika              | 2:1 |
| Vereinigtes Königreich | – | Vereinigte Staaten     | 3:0 |

| Vereinigtes Königreich | – | Neuseeland         | 2:1 |
| Vereinigtes Königreich | – | Südafrika          | 2:1 |
| Südafrika              | – | Vereinigte Staaten | 3:0 |
| Südafrika              | – | Neuseeland         | 3:0 |
| Neuseeland             | – | Vereinigte Staaten | 3:0 |

## Abschlussplatzierungen
| Rang | Mannschaft             |
| 01.  | Australien             |
| 02.  | Vereinigtes Königreich |
| 03.  | Südafrika              |
| 04.  | Neuseeland             |
| 05.  | Vereinigte Staaten     |